# Fuyu no Bench
"Fuyu no Bench" (冬のベンチ) é um single da banda de rock japonesa SID, lançado em 28 de de dezembro de 2011 pela Ki/oon Records.

## Promoção e lançamento
As especificações do single foram anunciadas em novembro de 2011. O vocalista Mao convidou o ator Riki Takeuchi para participar do comercial de TV do single por ser fã de sua atuação na série Minami no Emperor. Ele exibe o ator fazendo supino num banco de parque, antes de se encontrar com Mao.
"Fuyu no Bench" foi lançado em três edições: a regular e as limitadas A e B. A edição regular conta com o CD de três faixas: a faixa-título, o lado B "Otori" e uma gravação ao vivo de "Alibi", na turnê de 2011 do álbum Dead Stock. Já as edições limitadas contém o CD com apenas as duas primeiras faixas e um DVD que difere entres as versões A e B.

## Composição e temas
"Fuyu no Bench" é uma canção de balada, descrita como uma "morna canção de amor de inverno" pelo portal japonês Barks e "uma canção sobre encontros e despedidas" pelo CD Journal. O CD Journal também analisou que o arranjo dos instrumentos de corda trazem um "tom levemente melancólico" e considerou a letra "fácil de entender". Ainda sobre a letra, Barks mencionou que ela descreve "um raro final feliz". Ela foi composta pelo baterista Yūya, enquanto o lado B foi composto por Shinji. Mao deu as palavras-chave "Dajare" (piada ruim) e "Impacto" para o single e o comercial.

## Desempenho comercial
Alcançou a sexta posição na Oricon Albums Chart semanal e ficou na parada por seis semanas. Na parada de álbuns japoneses de pop e rock da Tower Records, alcançou a quarta posição. É o 12° single mais vendido da banda, de acordo com o ranking da Oricon.

## Faixas
Todas as letras escritas por Mao. 
| Edição regular |                                          |                |         |  |
| N.º            | Título                                   | Música         | Duração |  |
| 1.             | "Fuyu no Bench" (冬のベンチ)             | Yūya           | 5:06    |  |
| 2.             | "Otori" (囮)                             | Shinji         | 3:45    |  |
| 3.             | "Alibi" (Live from Dead Stock Tour 2011) |                | 4:07    |  |
| Duração total: | Duração total:                           | Duração total: | 12:59   |  |

## Ficha técnica
- Mao – vocal
- Shinji – guitarra
- Aki – baixo
- Yūya – bateria